# Командно-пилотажный прибор
Командно-пилотажный индикатор (КПИ), также командно-пилотажный прибор (КПП) или пилотажно-командный прибор (ПКП) — многофункциональный авиационный прибор, отображающий данные о пространственном положении (авиагоризонт), а также команды системы траекторного управления (СТУ). Согласно ГОСТ 22686-85 обозначения «КПП» и «ПКП» недопустимы, но они встречаются в литературе, разговорной речи, а также в обозначениях приборов (напр, ПКП-1, входящего в состав СТУ-154 самолёта Ту-154, или ПКП-77, стоящего на Ту-95МС, Як-42 и других типах).
КПИ не является автономным авиагоризонтом, а получает информацию о пространственном положении (крене и тангаже) от гировертикали, установленной по возможности ближе к центру масс самолёта — к примеру, на Ан-74 малогабаритные гировертикали МГВ-1 установлены на бортах фюзеляжа под центропланом. Также, источником информации для ПКП может быть инерциальная навигационная система или бортовая вычислительная машина. Кроме того, при работе в составе аналоговых СТУ зачастую КПИ не просто показывает пилоту отклонения величин от заданных, но и выдаёт величину отклонений в исполнительные цепи.